# Starbuck (Washington)
Starbuck ist eine Kleinstadt mit dem Status Town im Columbia County im US-Bundesstaat Washington. Das U.S. Census Bureau hat bei der Volkszählung 2020 eine Einwohnerzahl von 119 ermittelt.

## Geschichte

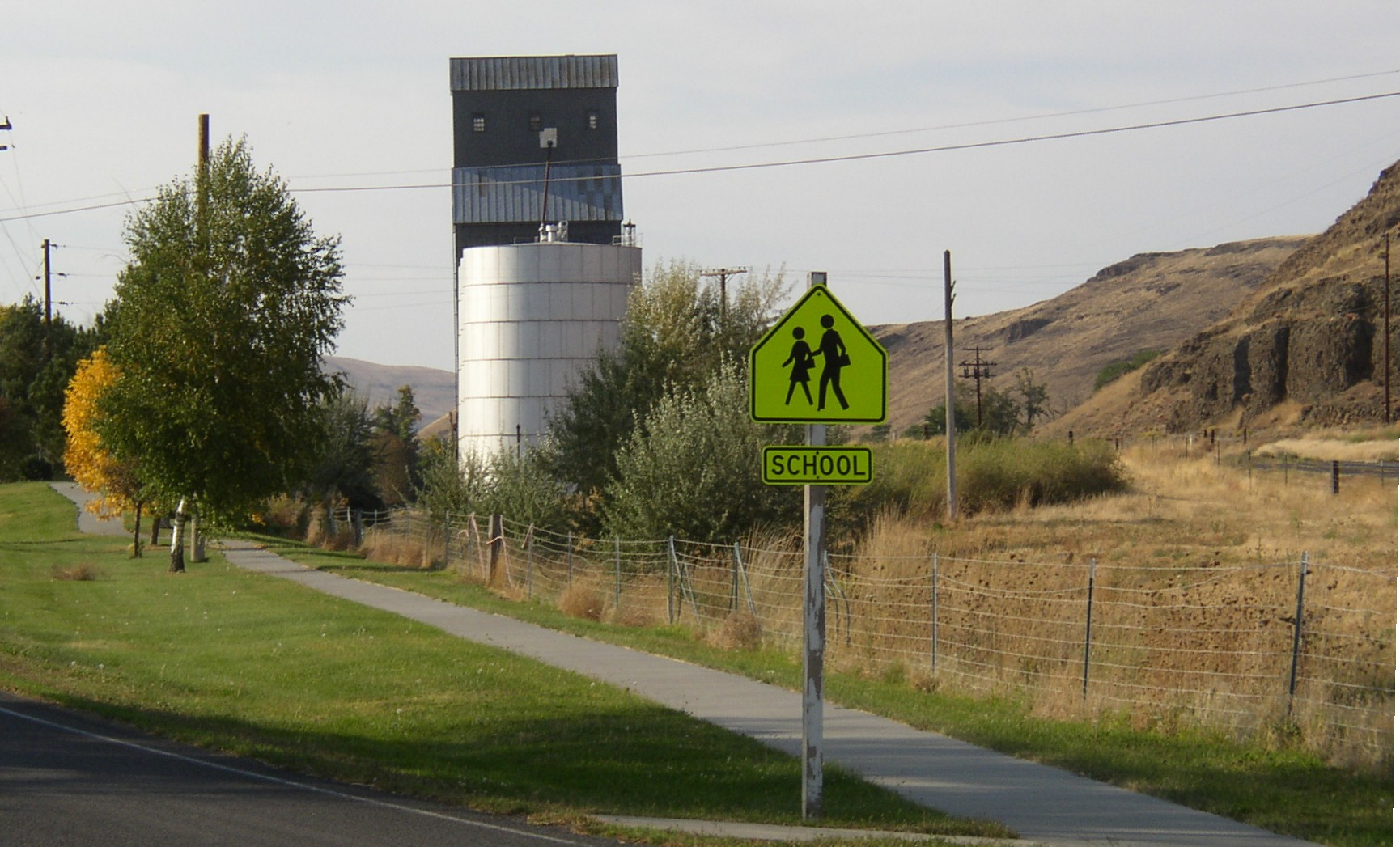
Getreidespeicher in Starbuck

Die Stadt, nach dem Eisenbahnbeamten W. H. Starbuck benannt, war ursprünglich ein Abzweig an der Hauptlinie der Oregon Railroad and Navigation Company. Die Stadt wurde 1894 parzelliert; zehn Jahre später wurde die erste Bank gebaut. Die Bahngesellschaft stellte 1886 eine Linie ostwärts von Starbuck nach Pomeroy und Pataha City im Garfield County fertig. Diese Linie wurde bis 1981 betrieben. Offiziell wurde die Stadt am 18. September 1905 anerkannt. Ein großes steinernes Schulgebäude wurde 1910 gebaut.
1914 wurde eine Brücke über den Snake River flussabwärts von Lyon’s Ferry fertiggestellt, welche den Eisenbahnverkehr durch die Stadt erheblich verringerte. Die Wirtschaft der Stadt wandte sich der Landwirtschaft zu und 1929 scheiterte die Bank. Die Bevölkerung der Stadt schwand kontinuierlich bis zur Mitte des 20. Jahrhunderts. 1956 musste die Highschool geschlossen werden und die Schüler mussten mit dem Bus bis nach Dayton fahren. Schließlich wurde 1961 auch der Bahnhof geschlossen.
Die Snake River Bridge (ursprünglich 1927 über den Columbia bei Vantage errichtet, dann 1963 abgebaut) wurde 1968 im Gebiet wiedererrichtet und erschloss es für zusätzlichen Verkehr über den Snake River. Der Little Goose Dam wurde 1970 etwa 9 mi (14 km) nordöstlich von Starbuck fertiggestellt.
Heute ist Starbuck eine ruhige, landwirtschaftlich geprägte Stadt mit etwa 130 Einwohnern.

## Geographie
Nach dem United States Census Bureau nimmt die Stadt eine Gesamtfläche von 0,54 Quadratkilometern ein, worunter keine Wasserflächen sind.

### Klima
Nach der Klimaklassifikation nach Köppen und Geiger hat Starbuck ein semiarides Klima (angekürzt „BSk“).

## Demographie

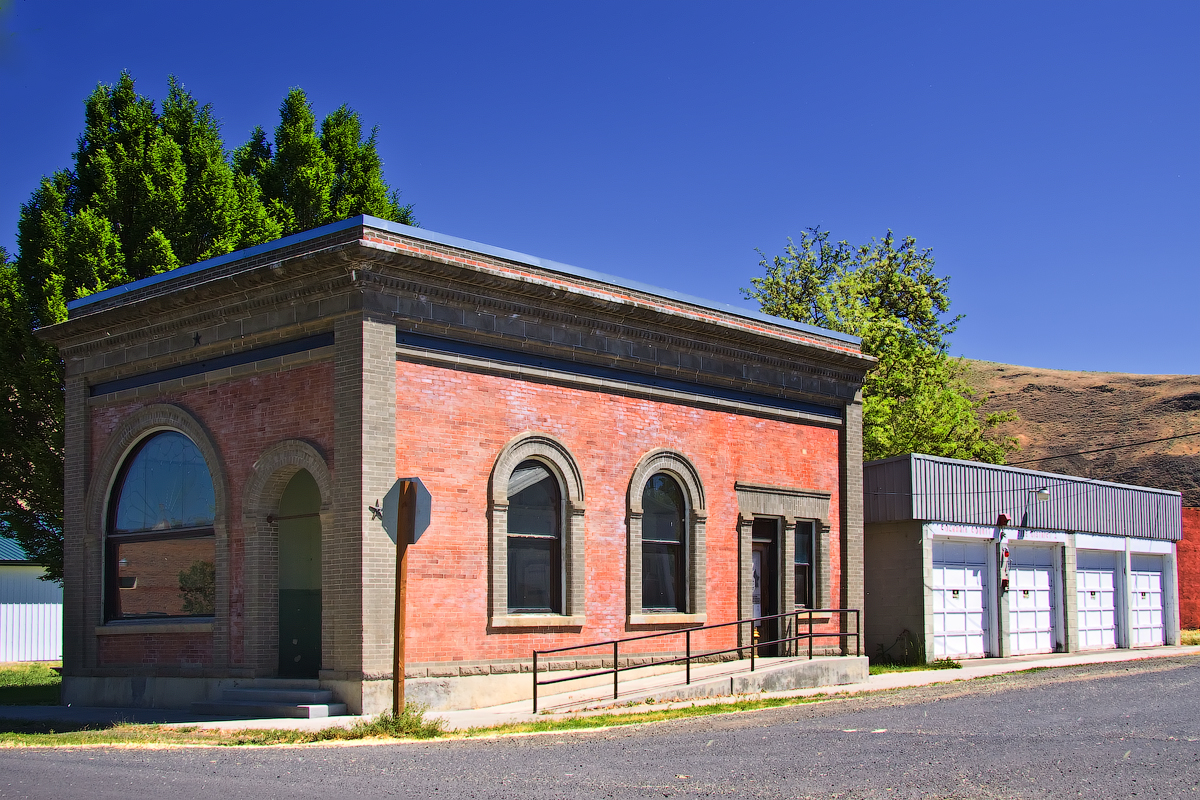
Starbuck City Hall

### Census 2000
Nach der Volkszählung von 2000 gab es in Starbuck 130 Einwohner, 65 Haushalte und 39 Familien. Die Bevölkerungsdichte betrug 251 pro km². Es gab 86 Wohneinheiten bei einer mittleren Dichte von 166 pro km².
Die Bevölkerung bestand zu 98,46 % aus Weißen, zu 0,77 % aus Indianern, und zu 0,77 % aus zwei oder mehr „Rassen“. Hispanics oder Latinos „jeglicher Rasse“ bildeten 2,31 % der Bevölkerung.
Von den 65 Haushalten beherbergten 13,8 % Kinder unter 18 Jahren, 47,7 % wurden von zusammen lebenden verheirateten Paaren, 10,8 % von alleinerziehenden Müttern geführt; 38,5 % waren Nicht-Familien. 35,4 % der Haushalte waren Singles und 13,8 % waren alleinstehende über 65-jährige Personen. Die durchschnittliche Haushaltsgröße betrug 2 und die durchschnittliche Familiengröße 2,45 Personen.
Der Median des Alters in der Stadt betrug 50 Jahre. 14,6 % der Einwohner waren unter 18, 6,2 % zwischen 18 und 24, 23,8 % zwischen 25 und 44, 26,9 % zwischen 45 und 64 und 28,5 65 Jahre oder älter. Auf 100 Frauen kamen 106,3 Männer, bei den über 18-Jährigen waren es 109,4 Männer auf 100 Frauen.
Alle Angaben zum mittleren Einkommen beziehen sich auf den Median. Das mittlere Haushaltseinkommen betrug 18.125 US$, in den Familien waren es 21.875 US$. Männer hatten ein mittleres Einkommen von 34.063 US$ gegenüber 13.750 US$ bei Frauen. Das Pro-Kopf-Einkommen betrug 14.770 US$. Etwa 15,2 % der Familien und 24,3 % der Gesamtbevölkerung lebte unterhalb der Armutsgrenze; das betraf 100 % der unter 18-Jährigen und 23,7 % der über 65-Jährigen.

### Census 2010
Nach der Volkszählung von 2010 gab es in Starbuck 129 Einwohner, 73 Haushalte und 38 Familien. Die Bevölkerungsdichte betrug 237,2 pro km². Es gab 91 Wohneinheiten bei einer mittleren Dichte von 167,3 pro km².
Die Bevölkerung bestand zu 90,7 % aus Weißen, zu 0,8 % aus Indianern, zu 4,7 % aus anderen „Rassen“ und zu 1,6 % aus zwei oder mehr „Rassen“. Hispanics oder Latinos „jeglicher Rasse“ bildeten 2,3 % der Bevölkerung.
Von den 73 Haushalten beherbergten 13,7 % Kinder unter 18 Jahren, 42,5 % wurden von zusammen lebenden verheirateten Paaren, 5,5 % von alleinerziehenden Müttern und 4,1 % von alleinstehenden Vätern geführt; 47,9 % waren Nicht-Familien. 42,5 % der Haushalte waren Singles und 20,5 % waren alleinstehende über 65-jährige Personen. Die durchschnittliche Haushaltsgröße betrug 1,77 und die durchschnittliche Familiengröße 2,32 Personen.
Der Median des Alters in der Stadt betrug 58,1 Jahre. 10,9 % der Einwohner waren unter 18, 0,7 % zwischen 18 und 24, 16,4 % zwischen 25 und 44, 38 % zwischen 45 und 64 und 34,1 65 Jahre oder älter. Von den Einwohnern waren 50,4 % Männer und 49,6 % Frauen.